# Christian Gotthilf Tag
Christian Gotthilf Tag (Beierfeld, 1735 – Niederzwönitz, 1811) fou un organista i compositor alemany.
Fill d'un mestre d'escola, del seu pare va rebre les primeres nocions literàries i musicals i als tretze anys va fugir a Dresden, on va estudiar amb Gottfried August Homilius. Hi va poder ingressar en l'Escola de la Creu, on hi va romandre fins al 1755. Molt hàbil a l'orgue, el piano i l'arpa, així com en l'art d'escriure, llavors volgué completar els seus estudis de literatura, i a l'efecte es se'n va anar cap a Leipzig; però en una fonda del camí va conèixer un habitant de Nohenstein el qual, enamorat del seu talent i la dolcesa del seu caràcter, li va fer assolir la plaça de cantor en aquella ciutat, que va conservar durant cinquanta-tres anys. Hi va donar les primeres lliçons a Gotthilf Friedrich Ebhardt, veí de la població que més tard seria organista i compositor. El 1808 se'n va anar a viure a can la seva filla a Niederzwönitz on va morir el 1811.

## Obres
Va escriure un gran nombre de composicions de diversos gèneres, especialment per a orgue i clavecí, com també unes cent obres religioses vocals per a una i més veus, i una simfonia per a orquestra. Molt popular durant la seva vida, va caure en descuit després la seva mort. Des de l'inici del segle xxi, a poc a poc la seva obra torna a ser descoberta i estimada.
- Cantata per cor i orquestra Des Herrn Rat ist wunderbarlich[7]